# Massat
Massat (en occitano: Maçat) es una comuna francesa, situada en el departamento Ariège en la región Mediodía-Pirineos.

## Demografía[4]
| 849 | 746 | 711 | 598 | 624 | 589 |
| Para los censos de 1962 a 1999 la población legal corresponde a la población sin duplicidades (Fuente: INSEE [Consultar]) |     |     |     |     |     |